# Piptostigma
Piptostigma es un género de plantas fanerógamas con 17 especies perteneciente a la familia de las anonáceas. Son nativas de África occidental.

## Taxonomía
El género fue descrito por Daniel Oliver (botánico) y publicado en Journal of the Linnean Society, Botany 8: 158. 1865. La especie tipo es:  Piptostigma pilosum Oliv. 

## Especies
- Piptostigma aubrevillei
- Piptostigma calophyllum
- Piptostigma exellii
- Piptostigma fasciculatum
- Piptostigma fouryi
- Piptostigma fugax
- Piptostigma giganteum
- Piptostigma glabrescens
- Piptostigma latipetalum
- Piptostigma longepilosum
- Piptostigma macranthum
- Piptostigma mayumbense
- Piptostigma mortehani
- Piptostigma multinervium
- Piptostigma oyemense
- Piptostigma pilosum
- Piptostigma preussii